# Jimmy Briand
Pour les articles homonymes, voir Briand.
Jimmy Briand, né le 2 août 1985 à Vitry-sur-Seine, est un footballeur international français qui évolue au poste d'attaquant entre 2003 et 2022. 
En septembre 2022, Jimmy Briand met un terme à sa carrière de joueur et devient entraîneur à travers la B-Striker Academy.

## Biographie

### Débuts

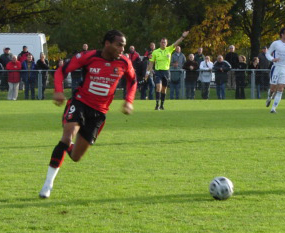
Jimmy Briand lors d'un match avec la réserve du Stade rennais en 2006.

Jimmy Briand naît en région parisienne de parents originaires des Antilles. Son père est martiniquais alors que sa mère est guadeloupéenne. Il signe sa première licence de footballeur à l'US Ivry, à l'âge de sept ans, et y reste jusqu'à ses treize ans. En 1998, Briand intègre l'INF Clairefontaine. Dès son arrivée, il signe avec le Stade rennais dans le but de rejoindre la Bretagne après ses trois années de préformation. En parallèle, lors de ses deux premières années à Clairefontaine, il évolue le week-end avec le CS Brétigny. À l'INF, il se taille une réputation flatteuse d'attaquant, qui lui vaut d'être comparé à Thierry Henry. Sous les couleurs de l'INF, invaincu toute la saison, il remporte le championnat de France des moins de 15 ans 2000-2001 face à l'AS Saint-Étienne. Il intègre alors les équipes de France de jeunes, dont il devient un membre régulier.
À l'issue de sa préformation, Jimmy Briand intègre le centre de formation du Stade rennais en 2001. Il s'y impose rapidement, attirant l'attention de quelques grands clubs européens comme Manchester United, dont le manager Alex Ferguson vient personnellement le superviser en mars 2003. Quelques semaines plus tard, il fait ses débuts en Ligue 1. Le 20 mai 2003, à 17 ans, Vahid Halilhodžić le lance au Parc des Princes face au Paris Saint-Germain. Quelques jours plus tard, il remporte, avec notamment Yoann Gourcuff et Jacques Faty, la Coupe Gambardella, marquant un but en finale face au RC Strasbourg (4-1). En janvier 2004, il signe un premier contrat professionnel en faveur de son club formateur. Concurrencé en attaque par Alexander Frei et John Utaka, Briand peine à s'imposer par la suite au Stade rennais, et évolue principalement avec la réserve,. Il marque cependant ses deux premiers buts professionnels en 2003-2004. Les absences sur blessure de Frei et d'Utaka lui permettent d'augmenter son temps de jeu en 2005-2006, sans pour autant devenir un titulaire régulier. Parallèlement, il gagne la confiance de René Girard son sélectionneur en équipe de France espoirs, et dispute l'Euro 2006 de la catégorie après avoir marqué le but de la qualification face à l'Angleterre quelques mois plus tôt.

### Titulaire avec le Stade rennais FC
La saison 2006-2007 est celle de l'affirmation pour Briand. Remplaçant en début de saison, il réclame à son entraîneur Pierre Dréossi d'avoir sa chance et finit par gagner alors ses galons de titulaire. Aux côtés de John Utaka, Briand s'affirme, marque neuf buts et délivre huit passes décisives. En fin de saison, il est nommé pour le trophée UNFP du meilleur espoir de Ligue 1, mais est devancé par Samir Nasri. Surtout, il est récompensé par une première sélection en équipe de France le 24 mai 2007, à l'occasion de deux matchs éliminatoires pour l'Euro 2008 face à l'Ukraine et face à la Géorgie. Lors des deux rencontres, Briand reste sur le banc de touche,. Partant pour la première fois de sa carrière comme titulaire au début d'une saison, Jimmy Briand prolonge le 4 juillet 2007 son contrat avec Rennes, avec échéance en juin 2010. À l'image du reste de l'effectif rennais, sa saison 2007-2008 est moins accomplie que la précédente, mais il demeure un titulaire inamovible, aussi bien dans le dispositif de Pierre Dréossi que dans celui de Guy Lacombe qui lui succède en décembre 2007. Lors de l'été 2008, Briand décide de quitter la Bretagne pour rejoindre le Paris Saint-Germain, mais il se heurte à l'opposition des dirigeants rennais qui jugent les offres parisiennes insuffisantes. Pour exprimer son mécontentement, il décide de boycotter le stage de préparation lors de l'avant-saison, avant de finalement rentrer dans le rang.
Contraint de rester au Stade rennais, Briand reste un élément important de l'effectif, et il choisit de se concentrer sur sa saison plutôt que de rester sur son transfert avorté. Le 11 octobre 2008, il obtient sa première cape internationale, seize mois après avoir été appelé pour la première fois par Raymond Domenech. Face à la Roumanie, il remplace Franck Ribéry en toute fin de rencontre,. Cinq mois plus tard, alors qu'il a deux sélections de plus à son compteur, Briand se blesse gravement à un genou. Le 25 mars 2009, dans un choc à l'entraînement avec Cédric Carrasso lors d'un rassemblement de l'équipe de France, il est victime d'une entorse au genou gauche avec rupture des ligaments antérieurs. Cette grave blessure l'écarte pendant plusieurs mois des terrains, et lui fait manquer la finale de la Coupe de France, alors qu'il avait inscrit quatre buts lors des quatre premières rencontres de la compétition. Après plusieurs mois de rééducation, Briand fait son retour en Ligue 1 le 12 décembre 2009 lors d'un déplacement du Stade rennais à Nancy. En l'espace de quelques mois, il parvient à revenir à son meilleur niveau. Mué en ailier droit alors que le poste d'avant-centre est dévolu à Asamoah Gyan, il marque cinq buts et délivre surtout huit passes décisives en l'espace de vingt-trois matchs. Des performances qui lui permettent, le 11 mai 2010, de faire partie d'une liste de trente joueurs présélectionnés par Domenech en vue de la Coupe du monde 2010. Il est cependant écarté six jours plus tard de la sélection, de même que ses coéquipiers Rod Fanni et Yann M'Vila.

### À l'Olympique lyonnais

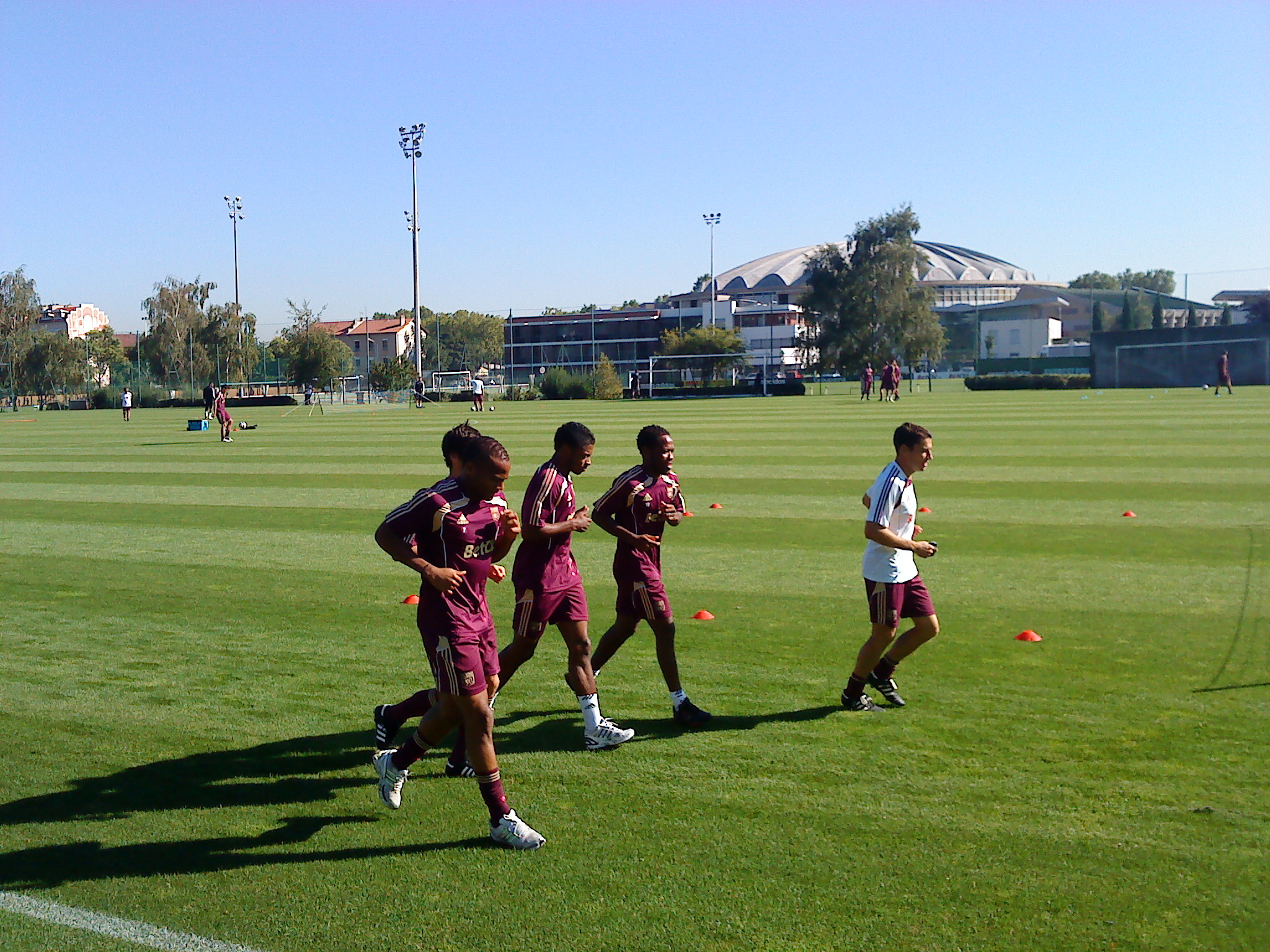
Jimmy Briand (au premier plan) à l'entraînement avec l'OL en 2010.

Convoité par l'OM et l'OL, il signe le 14 juin 2010 un contrat de quatre ans avec l'Olympique lyonnais, non sans avoir pris le soin de prolonger son contrat de trois ans avec le Stade rennais quelques mois auparavant, permettant ainsi à son club formateur de toucher une indemnité de transfert de 6 millions d'euros,. Il rejoint à l'OL Yoann Gourcuff et Kim Källström, deux anciens coéquipiers du Stade rennais. Il ouvre son compteur sous son nouveau maillot le samedi 2 octobre 2010 face à l'AS Nancy-Lorraine. Après que Jimmy Briand a effectué une passe décisive pour Lisandro López puis marqué un but, l'OL est rejoint 2-2 durant la deuxième mi-temps. Briand s'offre alors un doublé qui permet à l'équipe, alors en difficulté au classement, de remporter le match 3-2. Il inscrit son premier but en Ligue des champions quelques jours plus tard à l'occasion de la troisième journée des matchs aller contre Benfica à la suite d'un centre de Michel Bastos. Le samedi 12 février 2011 il marque le quatrième but du derby St Étienne 1-4 Lyon. Le vendredi 18 février 2011 face à Nancy, il marque le quatrième but de son équipe d'un retourné acrobatique et permet à Miralem Pjanić de marquer après avoir éliminé la défense (victoire 4-0 de Lyon).
Le 7 décembre 2011, il participe à la large victoire de l'OL en Ligue des champions sur la pelouse du Dinamo Zagreb, inscrivant notamment un but et offrant deux passes décisives. Grâce à un score de 1-7, les Lyonnais reprennent contre toute attente la seconde place de leur groupe à la différence de buts et accèdent aux huitièmes de finale pour la neuvième année consécutive. Le 28 avril 2012, il remporte la Coupe de France, sa première en tant que joueur professionnel.
Le 28 juillet 2012, il remporte son deuxième trophée avec l'OL, grâce à la victoire de l'équipe face à Montpellier HSC (2-2, 2 tab à 4) lors du Trophée des champions 2012, où il marque le but de l'égalisation sur un centre d'Alexandre Lacazette. Le 15 août 2012, il retrouve la sélection tricolore lors du match France - Uruguay au cours duquel il entre en jeu à la 77e minute, remplaçant Mathieu Valbuena.
Lors du début de saison 2013, l'Olympique lyonnais souhaite se séparer de Jimmy Briand. Il est alors mis à la disposition de l'équipe réserve, le temps de recevoir des offres de transfert.
Lors de l'intersaison 2014, il quitte l'OL car il était en fin de contrat.

### Hanovre
Libre de tout contrat, il s'engage le 22 août 2014 avec le club allemand de Hanovre qui évolue en Bundesliga. Il quitte le club à la fin de la saison et décide de revenir en France pour raisons familiales.

### Guingamp (2015-2018)
Après des intérêts de Lorient et de Rennes, il s'engage officiellement pour deux ans avec l'EA Guingamp le 3 août 2015. La présence de Jocelyn Gourvennec aura pesé dans sa décision comme il le confirme en conférence de presse. Le 28 août, Briand délivre une passe décisive, permettant à Sloan Privat d'ouvrir le score, durant une victoire face à l'Olympique de Marseille en championnat (2-0). Le 19 septembre, il marque son premier but sous ses nouvelles couleurs à l'occasion d'un match de Ligue 1 face au Gazélec Ajaccio (victoire 2-1).
Le 17 mai 2017, Jimmy Briand prolonge son contrat avec l'EA Guingamp de deux années supplémentaires. Il est désormais lié avec le club breton jusqu'en 2019.
En juillet 2018, alors qu’il lui reste encore une année de contrat à honorer, il obtient de la part de son club une résiliation de contrat (contre 300 000 euros) pour lui permettre de rejoindre l'Impact de Montréal en MLS, dirigé par son ancien entraîneur lyonnais Rémi Garde. Au dernier moment, Jimmy Briand renonce à s'engager avec la franchise québécoise à la suite de désaccords quant à certains détails de son contrat (fourniture d'une maison et d'une voiture),.

### Girondins de Bordeaux (2018-2022)
Le 10 août 2018, Jimmy s'engage officiellement avec les Marine et Blanc sous la houlette de Gustavo Poyet. En février 2020, il prolonge son contrat de deux ans. Le 25 octobre, Jimmy Briand a inscrit son 100e but en Ligue 1, lors de la réception de Nîmes, à l’occasion de la 8e journée. Attaquant polyvalent à ses débuts, il aura mis 449 matches pour atteindre cette barre symbolique, devenant le 88e joueur de l’histoire à réaliser cette performance. Sans club à l'issue de la saison 2021-2022, il officialise la fin de sa carrière de joueur en septembre 2022.

### Reconversion
Le 12 septembre Briand tout juste retraité, entraîneur adjoint au SA Merignac des U19 Nat.,développe la B-Striker Academy et intervient notamment au  FC Marmande 47 pour être l'entraîneur des attaquants U16 et U17.

## Statistiques

### Statistiques détaillées
Le tableau suivant récapitule les statistiques de Jimmy Briand durant sa carrière professionnelle,,.
| Saison                | Club                  | Championnat           | Championnat | Championnat | Championnat | Coupe nationale | Coupe nationale | Coupe nationale | Coupe de la Ligue | Coupe de la Ligue | Coupe de la Ligue | Supercoupe | Supercoupe | Supercoupe | Compétition(s) continentale(s) | Compétition(s) continentale(s) | Compétition(s) continentale(s) | Compétition(s) continentale(s) | France | France | France | Total | Total | Total |
| Saison                | Club                  | Division              | M.          | B.          | P.d.        | M.              | B.              | P.d.            | M.                | B.                | P.d.              | M.         | B.         | P.d.       | Comp.                          | M.                             | B.                             | P.d.                           | M.     | B.     | P.d.   | M.    | B.    | P.d.  |
| 2002-2003             | Stade rennais FC      | Ligue 1               | 1           | 0           | 0           | -               | -               | -               | -                 | -                 | -                 | -          | -          | -          | -                              | -                              | -                              | -                              | -      | -      | -      | 1     | 0     | 0     |
| 2003-2004             | Stade rennais FC      | Ligue 1               | 7           | 1           | 0           | 2               | 1               | 0               | 1                 | 0                 | 0                 | -          | -          | -          | -                              | -                              | -                              | -                              | -      | -      | -      | 10    | 2     | 0     |
| 2004-2005             | Stade rennais FC      | Ligue 1               | 10          | 0           | 0           | 2               | 0               | 0               | 1                 | 0                 | 0                 | -          | -          | -          | -                              | -                              | -                              | -                              | -      | -      | -      | 13    | 0     | 0     |
| 2005-2006             | Stade rennais FC      | Ligue 1               | 29          | 3           | 0           | 5               | 1               | 0               | 1                 | 0                 | 0                 | -          | -          | -          | C3                             | 6                              | 1                              | 0                              | -      | -      | -      | 41    | 5     | 0     |
| 2006-2007             | Stade rennais FC      | Ligue 1               | 35          | 9           | 2           | 1               | 0               | 0               | 3                 | 1                 | 0                 | -          | -          | --         | -                              | -                              | -                              | -                              | -      | -      | -      | 39    | 10    | 2     |
| 2007-2008             | Stade rennais FC      | Ligue 1               | 37          | 7           | 3           | 2               | 1               | 0               | 2                 | 0                 | 0                 | -          | -          | -          | C3                             | 6                              | 0                              | 0                              | -      | -      | -      | 47    | 8     | 3     |
| 2008-2009             | Stade rennais FC      | Ligue 1               | 27          | 8           | 5           | 4               | 4               | 1               | 0                 | 0                 | 0                 | -          | -          | -          | CI+C3                          | 3                              | 0                              | 0                              | 3      | 0      | 0      | 37    | 12    | 6     |
| 2009-2010             | Stade rennais FC      | Ligue 1               | 23          | 5           | 8           | 3               | 1               | 0               | 1                 | 0                 | 0                 | -          | -          | -          | -                              | -                              | -                              | -                              | -      | -      | -      | 27    | 6     | 8     |
| Sous-total            | Sous-total            | Sous-total            | 169         | 33          | 18          | 19              | 8               | 1               | 9                 | 1                 | 0                 | -          | -          | -          | -                              | 15                             | 1                              | 0                              | 3      | 0      | 0      | 215   | 43    | 19    |
| 2010-2011             | Olympique lyonnais    | Ligue 1               | 33          | 6           | 5           | 2               | 0               | 0               | 1                 | 1                 | 0                 | -          | -          | -          | C1                             | 8                              | 1                              | 2                              | 1      | 0      | 0      | 45    | 8     | 7     |
| 2011-2012             | Olympique lyonnais    | Ligue 1               | 37          | 9           | 5           | 5               | 1               | 1               | 4                 | 2                 | 0                 | -          | -          | -          | C1                             | 10                             | 2                              | 2                              | -      | -      | -      | 56    | 14    | 8     |
| 2012-2013             | Olympique lyonnais    | Ligue 1               | 15          | 1           | 1           | -               | -               | -               | 1                 | 0                 | 0                 | 1          | 1          | 0          | C3                             | 3                              | 1                              | 0                              | 1      | 0      | 0      | 21    | 3     | 1     |
| 2013-2014             | Olympique lyonnais    | Ligue 1               | 25          | 6           | 5           | 2               | 2               | 1               | 3                 | 0                 | 0                 | -          | -          | -          | C1+C3                          | 0+10                           | 0+1                            | 0+1                            | -      | -      | -      | 40    | 9     | 7     |
| Sous-total            | Sous-total            | Sous-total            | 110         | 22          | 16          | 9               | 3               | 2               | 9                 | 3                 | 0                 | 1          | 1          | 0          | -                              | 31                             | 5                              | 5                              | 2      | 0      | 0      | 162   | 34    | 23    |
| 2014-2015             | Hanovre 96            | Bundesliga            | 29          | 3           | 6           | 1               | 0               | 0               | -                 | -                 | -                 | -          | -          | -          | -                              | -                              | -                              | -                              | -      | -      | -      | 30    | 3     | 6     |
| Sous-total            | Sous-total            | Sous-total            | 29          | 3           | 6           | 1               | 0               | 0               | -                 | -                 | -                 | -          | -          | -          | -                              | -                              | -                              | -                              | -      | -      | -      | 30    | 3     | 6     |
| 2015-2016             | EA Guingamp           | Ligue 1               | 35          | 7           | 7           | 2               | 1               | 0               | 2                 | 0                 | 0                 | -          | -          | -          | -                              | -                              | -                              | -                              | -      | -      | -      | 39    | 8     | 7     |
| 2016-2017             | EA Guingamp           | Ligue 1               | 34          | 12          | 5           | 5               | 1               | 0               | -                 | -                 | -                 | -          | -          | -          | -                              | -                              | -                              | -                              | -      | -      | -      | 39    | 13    | 5     |
| 2017-2018             | EA Guingamp           | Ligue 1               | 37          | 11          | 2           | 2               | 0               | 0               | 1                 | 0                 | 0                 | -          | -          | -          | -                              | -                              | -                              | -                              | -      | -      | -      | 40    | 11    | 2     |
| Sous-total            | Sous-total            | Sous-total            | 106         | 30          | 14          | 9               | 2               | 0               | 3                 | 0                 | 0                 | -          | -          | -          | -                              | -                              | -                              | -                              | -      | -      | -      | 118   | 32    | 14    |
| 2018-2019             | Girondins de Bordeaux | Ligue 1               | 35          | 7           | 3           | 1               | 0               | 0               | 3                 | 1                 | 1                 | -          | -          | -          | C3                             | 7                              | 3                              | 0                              | -      | -      | -      | 46    | 11    | 4     |
| 2019-2020             | Girondins de Bordeaux | Ligue 1               | 22          | 7           | 1           | 2               | 1               | 0               | 2                 | 0                 | 0                 | -          | -          | -          | -                              | -                              | -                              | -                              | -      | -      | -      | 26    | 8     | 1     |
| 2020-2021             | Girondins de Bordeaux | Ligue 1               | 24          | 1           | 2           | -               | -               | -               | -                 | -                 | -                 | -          | -          | -          | -                              | -                              | -                              | -                              | -      | -      | -      | 24    | 1     | 2     |
| 2021-2022             | Girondins de Bordeaux | Ligue 1               | 12          | 2           | 1           | 2               | 0               | 0               | -                 | -                 | -                 | -          | -          | -          | -                              | -                              | -                              | -                              | -      | -      | -      | 14    | 2     | 1     |
| Sous-total            | Sous-total            | Sous-total            | 93          | 17          | 7           | 5               | 1               | 0               | 5                 | 1                 | 1                 | -          | -          | -          | -                              | 7                              | 3                              | 0                              | -      | -      | -      | 110   | 22    | 8     |
| Total sur la carrière | Total sur la carrière | Total sur la carrière | 507         | 105         | 61          | 43              | 14              | 3               | 26                | 5                 | 1                 | 1          | 1          | 0          | -                              | 53                             | 9                              | 5                              | 5      | 0      | 0      | 635   | 134   | 70    |

### Matchs internationaux
| Matchs internationaux de Jimmy Briand | Matchs internationaux de Jimmy Briand | Matchs internationaux de Jimmy Briand | Matchs internationaux de Jimmy Briand | Matchs internationaux de Jimmy Briand | Matchs internationaux de Jimmy Briand   | Matchs internationaux de Jimmy Briand                        |
| #                                     | Date                                  | Lieu                                  | Adversaire                            | Résultat                              | Compétition                             | Notes                                                        |
| ------------------------------------- | ------------------------------------- | ------------------------------------- | ------------------------------------- | ------------------------------------- | --------------------------------------- | ------------------------------------------------------------ |
| 1                                     | 11 octobre 2008                       | Stade du Phare, Constanța, Roumanie   | Roumanie                              | N 2 - 2                               | Éliminatoires de la Coupe du monde 2010 | Entre en jeu à la place de Franck Ribéry à la 90e minute.    |
| 2                                     | 14 octobre 2008                       | Stade de France, Saint-Denis, France  | Tunisie                               | V 3 - 1                               | Match amical                            | Entre en jeu à la place de Yoann Gourcuff à la 81e minute.   |
| 3                                     | 19 novembre 2008                      | Stade de France, Saint-Denis, France  | Uruguay                               | N 0 - 0                               | Match amical                            | Entre en jeu à la place de Thierry Henry à la 71e minute.    |
| 4                                     | 11 août 2010                          | Ullevaal Stadion, Oslo, Norvège       | Norvège                               | D 1 - 2                               | Match amical                            | Entre en jeu à la place de Samir Nasri à la 79e minute.      |
| 5                                     | 15 août 2012                          | Stade Océane, Le Havre, France        | Uruguay                               | N 0 - 0                               | Match amical                            | Entre en jeu à la place de Mathieu Valbuena à la 75e minute. |

## Palmarès
- Vainqueur de la Coupe de France en 2012 avec l'Olympique lyonnais
- Vainqueur du Trophée des Champions en 2012 avec l'Olympique lyonnais
- Vainqueur de la Coupe Gambardella en 2003 avec le Stade rennais
- Finaliste de la Coupe de France en 2009 avec le Stade rennais
- Finaliste de la Coupe de la Ligue en 2012 avec l'Olympique lyonnais

### En sélection nationale
- 5 sélections en équipe de France entre 2008 en 2012
- Vainqueur du Tournoi de Toulon en 2005 avec l'équipe de France espoirs
- Vice-champion d’Europe des moins de 17 ans en 2002

### Distinctions individuelles
- Nommé au Trophée du meilleur espoir de Ligue 1 en 2007
- Élu joueur le plus courtois du Tournoi de Toulon en 2005

## Divers
Il participe à l'émission Fort Boyard diffusée sur France 2 le 14 juillet 2012.